# Chomu
Chomu (o Chomun, Chaumu) è una suddivisione dell'India, classificata come municipality, di 50.717 abitanti, situata nel distretto di Jaipur, nello stato federato del Rajasthan. In base al numero di abitanti la città rientra nella classe II (da 50.000 a 99.999 persone).

## Geografia fisica
La città è situata a 27° 10' 0 N e 75° 43' 0 E e ha un'altitudine di 475 m s.l.m..

## Società

### Evoluzione demografica
Al censimento del 2001 la popolazione di Chomu assommava a 50.717 persone, delle quali 26.635 maschi e 24.082 femmine. I bambini di età inferiore o uguale ai sei anni assommavano a 8.425, dei quali 4.409 maschi e 4.016 femmine. Infine, coloro che erano in grado di saper almeno leggere e scrivere erano 31.847, dei quali 19.985 maschi e 11.862 femmine.